# Rochefort-sur-Loire
Rochefort-sur-Loire ist eine westfranzösische Gemeinde mit 2.332 Einwohnern (Stand: 1. Januar 2022) im Département Maine-et-Loire in der Region Pays de la Loire. Die Gemeinde gehört zum Arrondissement Angers und zum Kanton Chalonnes-sur-Loire. Die Einwohner werden Rochefortais(es) genannt.

## Geographie

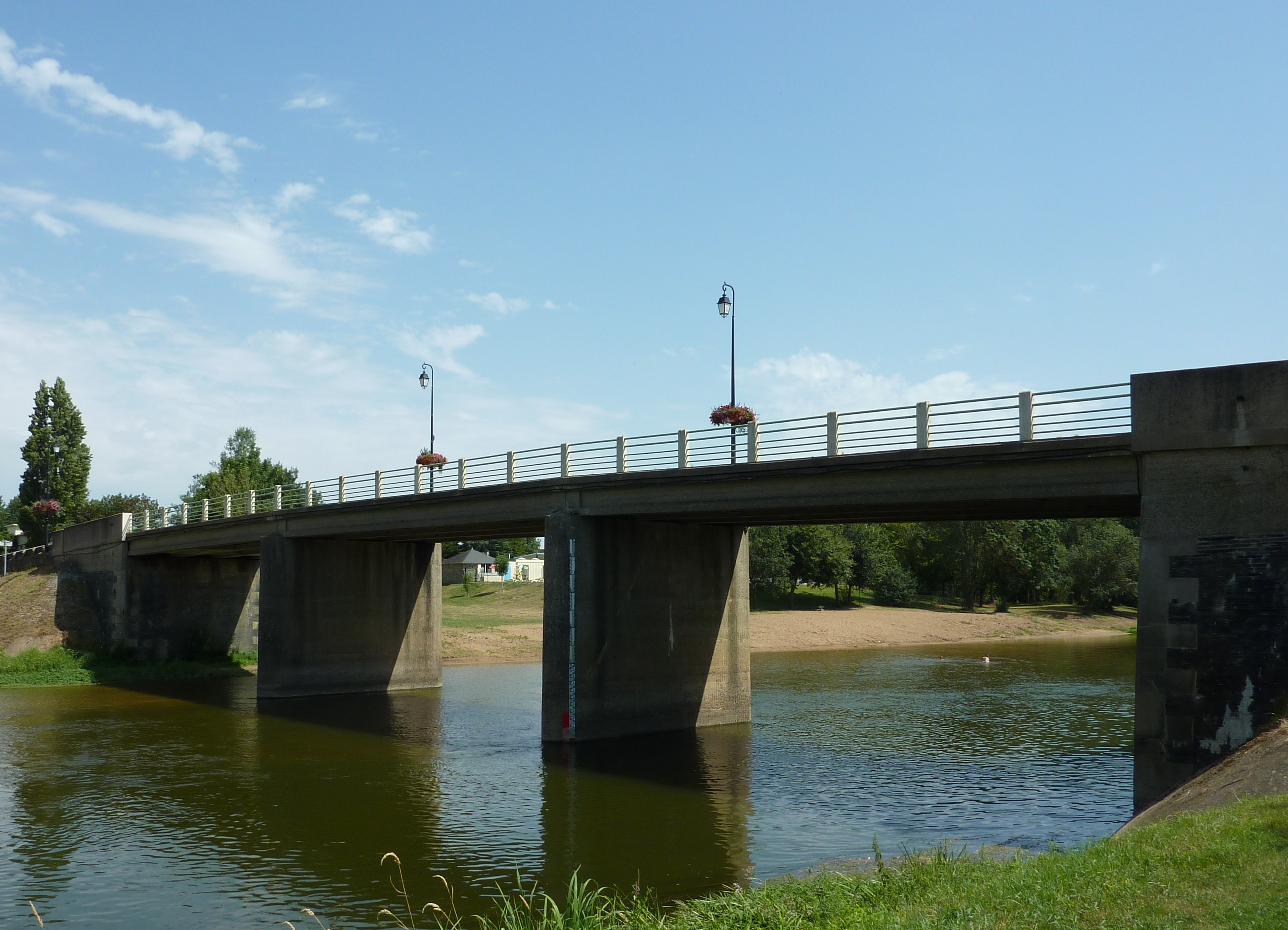
Brücke über den Louet

Rochefort-sur-Loire liegt etwa 20 Kilometer südwestlich von Angers am Louet, einem Nebenfluss der Loire, die die Gemeinde im Norden begrenzt. Das Gebiet zählt zu den Weinbaugegenden Anjou und Coteaux-du-Layon. Umgeben wird Rochefort-sur-Loire von den Nachbargemeinden Béhuard im Norden und Nordosten, Denée im Osten und Nordosten, Mozé-sur-Louet im Osten, Beaulieu-sur-Layon im Südosten, Saint-Lambert-du-Lattay im Süden, Saint-Aubin-de-Luigné im Süden und Südwesten, Chaudefonds-sur-Layon im Südwesten, Chalonnes-sur-Loire im Westen sowie La Possonnière im Nordwesten.

## Bevölkerungsentwicklung
| Jahr      | 1962 | 1968 | 1975 | 1982 | 1990 | 1999 | 2006 | 2012 | 2018 |
| Einwohner | 1537 | 1618 | 1620 | 1814 | 1877 | 1991 | 2128 | 2274 | 2339 |

Quelle: INSEE

## Sehenswürdigkeiten

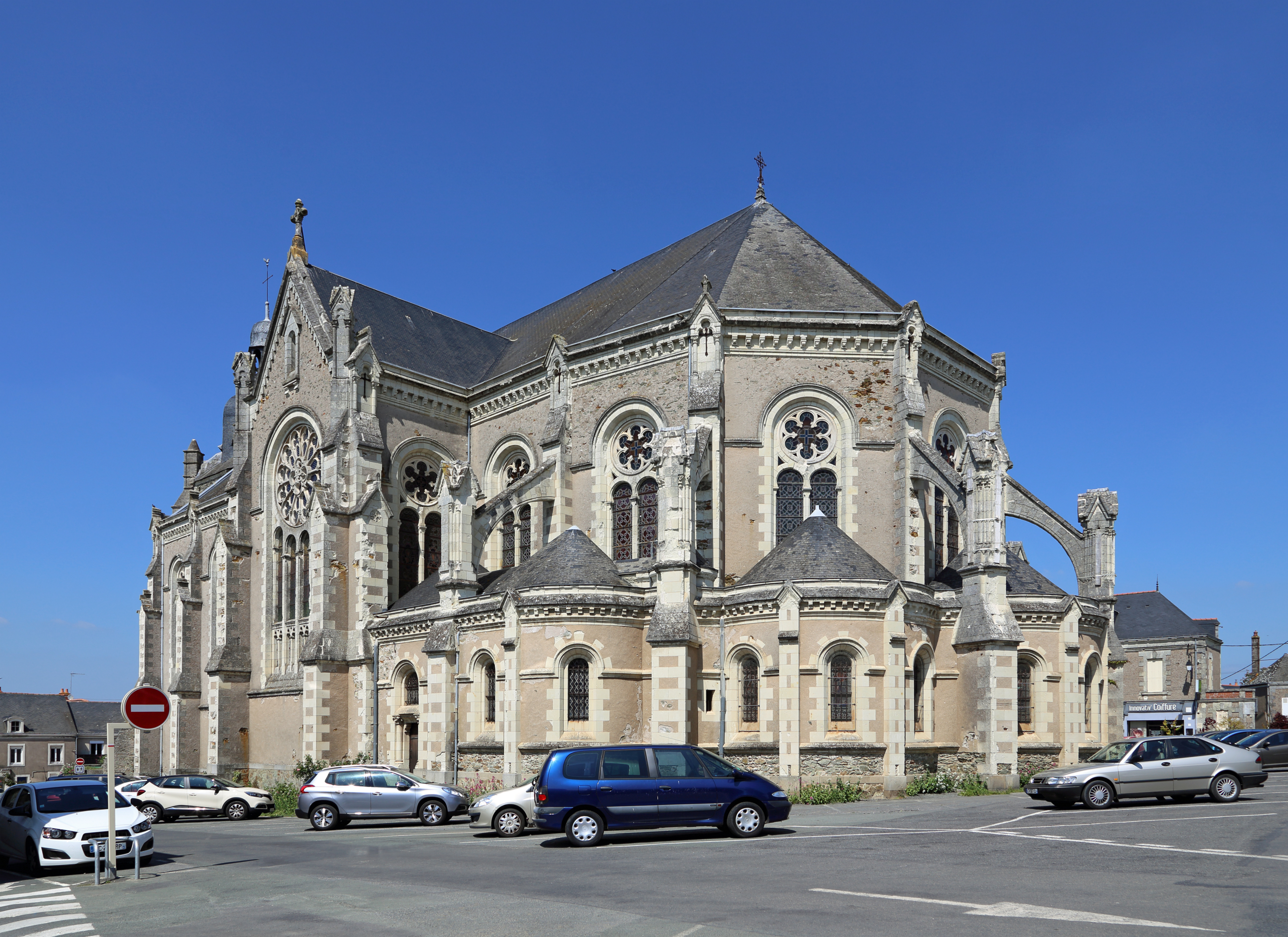
Kirche Sainte-Croix

- Kirche Sainte-Croix aus dem 13. und 16. Jahrhundert, Monument historique seit 2008 (siehe auch: Liste der Monuments historiques in Rochefort-sur-Loire)
- Ruinen von Saint-Offrange, Saint-Symphorien und Dieusie, seit 1943/2003 Monument historique
- Corniche Angevine, zwischen Layon und Loire gelegen, Teil des UNESCO-Welterbes Loiretal, Monument historique seit 2003
- Kapelle Saint-Symphorien aus dem 18. Jahrhundert
- Haus Martreau aus dem 18. Jahrhundert
- Schloss Pilory aus dem 15.–17. Jahrhundert

## Weinbau
Die Reben in der Gemeinde sind Teil des Weinbaugebietes Anjou.

## Persönlichkeiten
- Arnaud Assoumani (* 1985), Behindertensportler, Leichtathlet, Weltrekordhalter, Silbermedaillengewinner in London 2012
- René-Guy Cadou (1920–1951), Dichter